# المحطة الطرفية المتنقلة للوسائط المتعددة

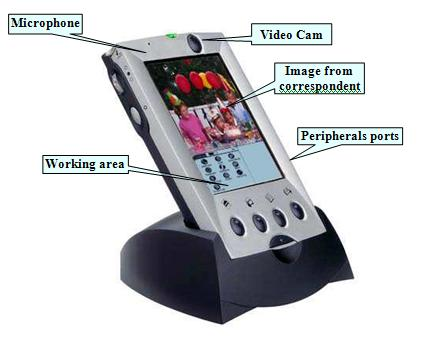
نموذج مبدئي للمحطة الطرفية المتنقلة للوسائط المتعددة (MTM)

المحطة الطرفية المتنقلة للوسائط المتعددة (MTM) هي منصة للوسائط المتعددة تتضمن خواص كل من الهاتف والمساعد الرقمي الشخصي، تم فيها دمج أول كاميرا مصغرة وميكروفون أحادي الاتجاه لعقد مؤتمرات الفيديو وترجمة الأوامر من خلال ميزة التعرف على الصوت.

## لمحة تاريخية
حدث أول اندماج بين كل من الهاتف الجوال وجهاز الكف المحمول (المساعد الرقمي الشخصي (PDA)) في عام 1999، وكان نتيجة لمشروع إيطالي ضخم  تم تسليمه لخط العمل V1.1 CPA1 "التابع لبرنامج إطار العمل الخامس "الخدمات وأنظمة التطبيقات المتكاملة"، وكان مبتكر ومنسق هذا المشروع أليساندرو بابّا (Alessandro Pappa), الذي عمل مع فريق مكون من 10 شركاء أوروبيين. وقد كان هذا المشروع أحد أكبر المشروعات التي حظيت بقبول الاتحاد الأوروبي (EC) من حيث التكلفة وعدد المشاركين فيه. وقد حصل على قرض غير قابل للاسترداد تجاوز نسبة 50% من استثمارات هذا المشروع. وبذلك، كانت المحطة الطرفية المتنقلة للوسائط المتعددة تشكل الأساس لمشروعات دولية أخرى  وساهمت أيضًا في بدء تكنولوجيا الاتصال واسع النطاق عبر الفيديو.

## الأهداف
كانت الأهداف الكبرى لمشروع المحطة الطرفية المتنقلة للوسائط المتعددة (MTM) تتمثل في:
- تقديم جيل جديد من تقنيات التواصل في الألفية الثانية: فمن خلال المحطة الطرفية المتنقلة، أصبح من الممكن إجراء مكالمات هاتفية باستخدام تقنية الإرسال ذي النطاق الترددي العريض مع القدرة في الوقت نفسه على رؤية الشخص الآخر أثناء عقد مؤتمرات الفيديو.
- ابتكار جهاز يمكنه الاتصال بالنطاق الترددي العريض لإجراء مكالمات الهاتف أو الاتصال بالانترنت، وذلك باستخدام خاصية إرسال رسائل البريد الإلكتروني من خلال استعراض الويب وغيرها؛ ومن ثم يمكنك إنهاء أعمالك من هاتفك الجوال.

## نظرة موجزة
أدى مشروع المحطة الطرفية المتنقلة للوسائط المتعددة (MTM) إلى ابتكار نظام أساسي للأجهزة وأربعة تطبيقات عمودية، وهي: دليل المدينة السهل، والتعلم عن بُعد، والتطبيب عن بُعد والتعرف على الحديث والمتحدث.
- دليل المدينة السهل وهو عبارة عن جولة إرشادية بالصوت والصورة ويمكن استخدامه ليكون مثل المرشد السياحي في المتاحف والمواقع التاريخية
- التعليم عن بُعد وهو عبارة عن مجموعة من المستندات التي يتم عرضها بتخطيط Specimen عبر الوحدة الطرفية المتنقلة للوسائط المتعددة، وذلك بدعم من الموظفين الفنيين المختصين بأعمال الخدمة والصيانة.
- يسمح تطبيق التطبيب عن بُعد بعلاج المرضى عن بُعد من خلال التصوير المقطعي المحوسب ثلاثي الأبعاد، وتدوير الصور وتكبيرها في الوقت الفعلي من خلال واجهة مشغل لخادم المستشفى والمعدات الطبية عن طريق سماعة الهاتف.
- يمكن لتطبيق التعرف على الحديث والمتحدث أن يتعرف على الشخص الذي يطلب أمرًا، وذلك من خلال التعرف البيومتري على الصوت. ولقد تم تصميم هذا التطبيق لضمان أمان البيانات، كما يعمل بشكل متبادل مع التطبيقات الأخرى.

عمل فريق المحطة الطرفية المحمولة للوسائط المتعددة على تزويد المحطة الطرفية بميزة الإرسال اللاسلكي في عام 1999 عندما ظهرت تقنية النظام العالمي للاتصالات المتنقلة الجديدة. وعلى الرغم من عدم وجود أي بنية أساسية للشبكة العالمية حتى ذلك الحين (حيث كان من المتوقع ألا تكون متاحة قبل عام 2002)، فقد استخدم فريق المحطة الطرفية للوسائط المتعددة وصلة 802.11 للتحقق من صحة تشغيل خادم شبكة (CHILI (www.chili-radiology.com/de. وقد قامت شبكة CHILI بتطوير جيل جديد من برامج العلاج بالإشعاع عن بُعد حيث أصبح من الممكن أن نرى صور الأشعة المقطعية المحوسب ثلاثية الأبعاد وإجراء التشخيص عن بُعد للمريض في نفس الوقت.
لقد تمت دراسة العديد من الخدمات والتطبيقات الأخرى باستخدام المحطة الطرفية المحمولة للوسائط المتعددة. إلا أنه لم يتم حتى الآن تطوير سوى بعض من هذه التطبيقات والخدمات باستخدام تقنيات أخرى مثل الهواتف الذكية. وعلى الرغم من أن هناك العديد من الشركات الكبرى قد عملت لسنوات قبل تطوير الهاتف الجوال المطور وأجهزة المساعد الرقمي الشخصي [انظر الهاتف Nokia 9000 Communicator]، إلا أنه لم تتوصل أية شركة إلى محطة طرفية محمولة للوسائط المتعددة تدمج بين وظائف الاتصال الهاتفي والفيديو والحاسوب والإرسال واسع النطاق. وقد كونت وسائل الاتصال الجديدة، سواء المسموعة أو المرئية منها، خلفية كبيرة لمجموعة واسعة من أنظمة الخدمات المحتملة التي تهم كلاً من المستخدم المحترف والشخصي على حد سواء.

## المميزات الفنية
| الميزة                                 | المواصفات                                                                           |
| -------------------------------------- | ----------------------------------------------------------------------------------- |
| الإرسال اللاسلكي                       | وحدة النظام العالمي للاتصالات المتنقلة GSM لشبكة النظام العالمي للاتصالات المتنقلةx |
| مكبر الصوت                             | مدمج                                                                                |
| كاميرا الفيديو                         | مدمجة                                                                               |
| الميكروفون                             | مدمج مع فلتر لإزالة التشويش                                                         |
| إرسال البيانات للحاسوب الشخصي          | واجهة IRDA بسرعة 115 ألف باود أو أعلى                                               |
| الخط المزود بالطاقة                    | 6 فولت من التيار المستمر                                                            |
| سرعة الاتصال                           | من 150 كيلوبت/ث إلى 2 ميجابت/ ث كحد أقصى                                            |
| ذاكرة الوصول العشوائي                  | من 16 ميجابت إلى 32 ميجابت                                                          |
| برنامج التطبيق القابل للتنزيل          | ذاكرة فلاش                                                                          |
| شاشة عرض منظومة عرض مرئي فائق الرسومية | شاشة LCD ملونة بدقة 240 × 320 بكسل                                                  |
| التحكم في مسجل الصوت                   | 5 دقائق تقريبًا                                                                      |
| الإنترنت                               | قراءة وكتابة البريد الإلكتروني مع مستعرض                                            |
| منفذ البيانات RS-232                   | اتصال تسلسلي من خلال واجهة الحاسوب الشخصي                                           |
| نظام التشغيل                           | Linux                                                                               |
| الأبعاد                                | حوالي 7 × 4.5 × 0.5 بوصة                                                            |